# سعادت (فیلم ۱۹۷۱)
سعادت (انگلیسی: Anand) یک فیلم به کارگردانی هریشیکش موکرجی محصول سال ۱۹۷۱ است. از بازیگران آن می‌توان به راجش خانا، آمیتاب باچان و سومیتا سانیال اشاره کرد.